# Eric Stough
Eric Stough (Evergreen, 31 luglio 1972) è un produttore cinematografico statunitense, uno dei produttori della serie animata South Park.
Ha diretto il film South Park - Il film: più grosso, più lungo & tutto intero e ha lavorato con Trey Parker e Matt Stone in Orgazmo, Team America: World Police e Il libro dei mormoni. 
Eric e Trey Parker si conobbero nella scuola superiore, e successivamente all'Università del Colorado dove lavorarono sui primi rudimenti del cartone. Prima di Matt e Trey, ha lavorato con Jim Henson e Walt Disney.
Su Eric Stough è basato il personaggio di Butters. Nel doppiaggio originale, inoltre, presta la voce a Kenny.

## Filmografia

### Attore
- Orgazmo, regia di Trey Parker (1997)